# Cacomantis heinrichi
Cacomantis heinrichi е вид птица от семейство Cuculidae. Видът е почти застрашен от изчезване.

## Разпространение
Видът е разпространен в Индонезия.